# Pseudorus martini
Pseudorus martini là một loài ruồi trong họ Asilidae. Pseudorus martini được Papavero miêu tả năm 1975. Loài này phân bố ở vùng Tân nhiệt đới.